# Yoshio Nakamura (ingénieur automobile)
Pour les articles homonymes, voir Yoshio Nakamura et Nakamura.
Yoshio Nakamura (中村良夫), Osaka, 8 septembre 1918 – 3 décembre 1994, est un ingénieur automobile et un directeur d'écurie japonais.
Directeur de l'écurie Honda Racing F1 Team lors de la première expérience en Formule 1 du constructeur de 1964 à 1968, il conçoit la Honda RA271, la Honda RA272, la Honda RA300 et enfin la Honda RA301.

## Biographie

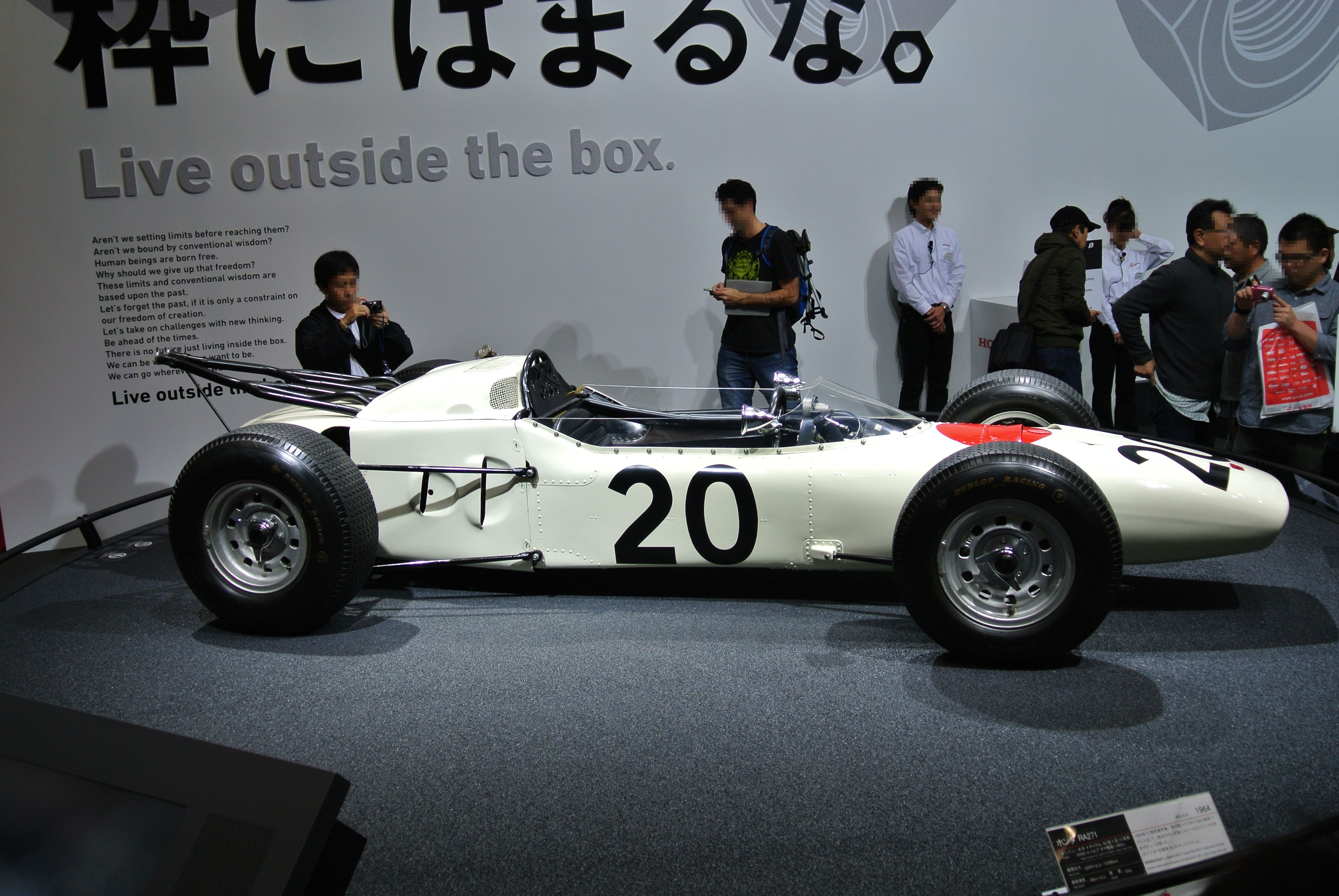
La Honda RA271, première monoplace de Formule 1 conçue par Yoshio Nakamura.

Yoshio Nakamura entre à l'Institut de technologie de l'université impériale de Tokyo en 1940. Il devient ingénieur aéronautique chez le fabricant d'avions Nakajima durant la Seconde Guerre mondiale et il travaille notamment sur les moteurs du projet de bombardier Nakajima G10N et de l'avion de chasse Nakajima Ki-201.
Après la défaite japonaise, il travaille pour différents constructeurs de véhicules dont la société Kurogane. À la suite des difficultés financières de Kurogane, il quitte la société et entre chez Honda en mars 1958. Il travaille notamment sur le développement de la Honda S500 et de la Honda T360 (en) avant d'être affecté au département Formule 1 du constructeur.

## Au cinéma
Yoshio Nakamura est dépeint dans le film de Grand Prix sorti en 1966 ; il y apparaît sous les traits du personnage d'Izo Yamura (joué par Toshirō Mifune), directeur de Yamura Motors, écurie japonaise faisant référence à Honda.